# اچ‌ام‌اس پگاسوس (۱۹۴۴)
اچ‌ام‌اس پگاسوس (۱۹۴۴) (به انگلیسی: HMS Pegasus (1944)) یک کشتی بود.